# Aquile (serie televisiva)
Aquile è una serie televisiva diretta da Nini Salerno e prodotta da Giovanni Di Clemente, andata in onda su Rai 2 in prima serata dal 15 marzo al 26 aprile 1990. Realizzata con la collaborazione dell'Aeronautica Militare, essa racconta le vicende di un gruppo di aspiranti piloti che frequentano l'Accademia Aeronautica di Pozzuoli.

## Trama
La serie segue le vicende del protagonista Mauro Rossetti, aspirante pilota che frequenta l'Accademia Aeronautica di Pozzuoli. Tra lui e il compagno di accademia Stefano si instaura una accesa rivalità, che si esplica in continue sfide durante le esercitazioni e non solo, ma che diventerà poi un'amicizia dopo che Stefano lo salverà da una situazione di estremo pericolo. Nel frattempo la fidanzata di Mauro Adriana si iscrive ad una vicina scuola per fotomodelle e, dopo aver ricevuto una proposta di lavoro, lo lascia. Mauro però non si rassegna e, convinto che stia per sposarsi con un altro, la rincorre e fugge con lei in elicottero.

## Produzione
La serie, spesso definita come il Top Gun italiano, fu realizzata con la collaborazione dell'Aeronautica Militare, che fornì anche suoi filmati di repertorio dei voli di esercitazione. Il generale Carlo Blandini, capo delle relazioni esterne dell'Aeronautica, dichiarò che la serie rappresentava per il 90% la vita reale dei cadetti piloti dell'accademia e sottolineò l'importanza della serie in vista dell'imminente concorso per allievi piloti che l'Aeronautica militare avrebbe bandito, spesso superato da giovani che dopo aver superato selezioni durissime si accorgevano di non avere la vocazione del pilota finendo per abbandonare l'accademia. Il direttore di Rai 2 Giampaolo Sodano sottolineò inoltre l'importanza della serie per il ristabilimento di un clima di fiducia tra i cittadini e l'Aeronautica Militare, incrinatosi a seguito delle indagini relative alla strage di Ustica.